# Familjen (film)
Familjen (italienska: La famiglia) är en italiensk-fransk dramafilm från 1987 i regi av Ettore Scola.

## Utmärkelser
Filmen vann priset David di Donatello för bästa film 1987.

## Roller (urval)
- Vittorio Gassman – Carlo / Carlos farfar
- Fanny Ardant – Adriana
- Stefania Sandrelli – Beatrice
- Andrea Occhipinti – unge Carlo
- Philippe Noiret – Jean-Luc
- Carlo Dapporto – Giulio
- Massimo Dapporto – unge Giulio
- Cecilia Dazzi – unga Beatrice
- Jo Champa – unga Adriana
- Consuelo Pascali – Adelina som barn
- Ilaria Stuppia – unga Adelina
- Ottavia Piccolo – Adelina
- Athina Cenci – faster Margherita
- Alessandra Panelli – faster Luisa
- Monica Scattini – faster Ornella
- Barbara Scoppa – Maddalena
- Memè Perlini – Aristide
- Hania Kochansky – Susanna
- Alessandro Pizzolato – Paolino som barn
- Fabrizio Cerusico – unge Paolino
- Ricky Tognazzi – Paolino